# Jan du Plessis
Jan du Plessis (* 22. Januar 1954 in Kapstadt) ist ein südafrikanisch-britischer Manager.

## Leben und Karriere
Nach der Highschool in Kapstadt studierte du Plessis zwischen 1973 und 1977 an der Universität Stellenbosch Rechts- und Finanzwissenschaften und schloss mit einem Bachelor of Laws und Bachelor of Commerce ab. Nach seinem Studium arbeitete er für das Unternehmen South African Rembrandt Group als Angestellter; danach wechselte er zum Unternehmen Richemont. Von 1990 bis 1995 war er für das britische Unternehmen Rothmans International, das 1999 zur British American Tobacco fusionierte, tätig. Seit März 2009 ist du Plessis Vorstandsvorsitzender des Unternehmens Rio Tinto und zugleich nicht-geschäftsführender Direktor von Marks & Spencer.
Du Plessis hat neben seiner südafrikanischen Staatsbürgerschaft die britische Staatsbürgerschaft angenommen. Er ist verheiratet, hat drei Kinder und lebt mit seiner Familie in Buckinghamshire. Er spielt Golf und fährt Ski.